# Gebäudesicherheit
Der Begriff Gebäudesicherheit beschreibt einige oder die Gesamtheit aller Maßnahmen zur Gewährleistung beziehungsweise Verbesserung der Sicherheit von Gebäuden.

## Haustechnische Maßnahmen
Durch Vorrichtungen aus dem Bereich der Haustechnik kann die Sicherheit eines Gebäudes verbessert werden, z. B. durch Sicherungstechnik bzw. Überwachungstechnik:
- Videoüberwachungssysteme
- Brandmeldesysteme mit VdS-Zertifizierung
- Brandbekämpfungssysteme wie Sprinkleranlagen oder CO2-Löschanlagen
- Überfallmeldesysteme
- Einbruchmeldesysteme
- sabotageschützte Schlösser und Schließanlagen
- Klimatisierungsanlagen zur Entrauchung von Treppenhäusern durch Überdruck

## Bauliche Maßnahmen
Neben den haustechnischen Maßnahmen sind auch vor der Installation von technischen Einrichtungen, durch grundlegende Vorkehrungen bauliche Maßnahmen zu empfehlen:
- Keine, bzw. nur die notwendigsten Maueröffnungen im unteren Geschoss[1]
- einbruchshemmende Türen und Fenster

## Überwachungsmaßnahmen des baulichen Zustands
Durch die regelmäßige Überwachung des baulichen Zustandes eines Gebäudes, um so die Standsicherheit und Verkehrssicherheit von baulichen Anlagen zu gewährleisten. In Deutschland erfolgt dies nach folgenden Richtlinien:
- VDI 6200 – Standsicherheit von Bauwerken
- Richtlinie für die Überwachung der Verkehrssicherheit von baulichen Anlagen des Bundes (RÜV).

In Österreich regelt die ÖNORM B1300, "Objektsicherheitsprüfungen für Wohngebäude – Regelmäßige Prüfroutinen im Rahmen von Sichtkontrollen und zerstörungsfreien Begutachtungen – Grundlagen und Checklisten", die Prüfpflichten.